# Storia del buddismo in Afghanistan
Il buddismo è stata una delle principali dottrine spirituali presenti nel territorio dell'attuale Afghanistan durante il periodo pre-islamico; tale fede era molto diffusa soprattutto a sud della catena montuosa dell'Hindu Kush. Giunto per la prima volta nel paese nel 305 a.C. il buddismo si diffuse rapidamente, grazie anche all'alleanza politica instauratasi tra l'impero seleucide e l'impero Maurya del grande imperatore indiano Aśoka convertito proprio alle dottrine del Buddha.
Questa pratica religiosa ha incominciato poi a dissolversi velocemente col sopraggiunger nel VII secolo dei conquistatori arabi di fede musulmana, concludendo la sua storia all'interno del paese nell'XI secolo durante la dinastia dei Ghaznavidi (962-1186).

## Excursus storico
Il territorio che si trova oggi entro i confini dell'odierna nazione afghana ha veduto e subito una moltitudine di cambiamenti sia culturali che religiosi nel corso dei secoli della propria storia. La peculiare posizione geografica della zona esattamente a metà strada tra il Medio Oriente e le culture dell'Asia meridionale, oltre che alla sua vicinanza alla famosa Via della seta (che collega fin dai tempi antichi l'est asiatico alle civiltà mediterranee) menzionata anche da Marco Polo nel suo libro di memorie intitolato Il Milione, sono stati i principali fattori di sviluppo storico e culturale locale.
I primi due discepoli laici del Buddha, Trapusa e Bahalika/Bhallika, erano originari di Balkh (sito archeologico) nell'omonima provincia di Balkh; essi sono stati i primi a portare la nuova fede nella loro patria. Una notevolissima influenza ebbe poi la conquista della regione da parte delle truppe comandate da Alessandro Magno, il che comprese l'Afghanistan per un breve periodo entro l'area d'influenza dell'ellenismo, la quale si nota anche fortemente sull'arte buddhista. La dinastia Maurya, come detto, portò il buddismo nel 305 a.C. in tutta la parte sud del paese, il quale si espanse poi liberamente fino al 185 a.C. quando sopraggiunsero i greco-macedoni: lo stesso Alessandro poi, secondo la testimonianza di Strabone favorì sia gli insediamenti che i matrimoni misti, il tutto seguito poi dai buoni rapporti diplomatici tra Seleuco I Nicatore e l'imperatore indiano Chandragupta Maurya.
All'epoca di questi ultimi sviluppi la maggior parte della zona apparteneva ai regni di Battriana e Sogdiana; la maggior parte dell'etnia dei Pashtun, compresi molti iranici Sciti, continuò a seguire la dottrina buddhista fino all'arrivo dell'islam. Sono molti e variegati i monumenti che testimoniano la cultura buddhista nell'attuale Afghanistan; mentre l'influenza culturale ed artistica Greca nella regione può essere ricercata e trovata nel patrimonio indù-buddhista pre-islamico con cui vi fu un forte sincretismo.
Come formazione minoritaria del paese il buddismo è sopravvissuto alla conquista musulmana dell'Afghanistan da parte degli Omayyadi e poi governato dal califfato Abbaside; si estinse in seguito completamente durante le dinastie dei Saffaridi (861-1003), dei Ghaznavidi (962-1186) e Ghurid (1011-1215).

## Reperti archeologici

### Biblioteca del monastero di Bamiyan
Una delle prime scuole buddhiste stanziatesi stabilmente, il buddismo dei Nikāya (vedi Mahāsāṃghika e Lokottaravāda) è nota per aver avuto un ruolo di primo piano nel distretto di Bamiyan. Frammenti d'innumerevoli manoscritti provenienti dal sito monastico riscoperto dagli archeologi sono sopravvissuti e quindi parzialmente recuperati; tra questi son stai identificati:
- Pratimokṣa Vibhaṅga della scuola Mahāsāṃghika-Lokottaravāda (MS 2382/269)
- Mahāparinirvāṇa Sūtra, un sūtra tratto dagli Āgama (MS 2179/44)
- Caṃgī Sūtra, un altro sūtra degli Āgama (MS 2376)
- Sūtra del Diamante, un sūtra della scuola del buddismo Mahāyāna (MS 2385)
- Bhaiṣajyaguru Sūtra, un altro sūtra Mahāyāna (MS 2385)
- Śrīmālādevī Siṃhanāda Sūtra, un sūtra Mahāyāna (MS 2378)
- Pravāraṇa Sūtra, un sūtra Mahāyāna (MS 2378)
- Sarvadharmapravṛttinirdeśa Sūtra, un sūtra Mahāyāna (MS 2378)
- Ajātaśatrukaukṛtyavinodana Sūtra, un sūtra Mahāyāna (MS 2378)
- Parti dell'Abhidhamma Piṭaka provenienti da "Śāriputra" (MS 2375/08)